# Изложба „Цртеж и мала пластика” (новембар–децембар 1984)
Изложба „Цртеж и мала пластика” се одржала у периоду од 17. новембра до 1. децембра 1984. у Дому културе „Вук Караџић” у Лозници и од 4. до 15. децембра 1984. године у Дому културе Ваљево.

## Уметнички савет
Избор радова за изложбу је обавио Уметнички савет са члановима Председништва Друштва ликовних уметника Београда:
- Даница Антић
- Деса Керечки
- Мома Марковић
- Душан Миловановић
- Ангелина Гаталица
- Душан Русалић
- Вишња Постић
- Бранко Омчикус
- Градимир Рајковић

## Излагачи

### Цртежи
1. Срђан Алексић
2. Мирослав Благојевић
3. Борут Вилд
4. Биљана Вуковић
5. Зоран Вуковић
6. Никола Вукосављевић
7. Матија Вучићевић
8. Шемса Гавранкапетановић
9. Милица Динић
10. Ђорђе Ђорђевић
11. Љубиша Ђирић
12. Татјана Јерот
13. Драгана Јовчић
14. Божидар Каматовић
15. Божидар Кићевић
16. Драгослав Кнежевић
17. Светлана Кнежевић
18. Татјана Коневски Јевтовић
19. Слободан Крстић
20. Даница Масниковић
21. Предраг Микалачки
22. Драгослав Милић
23. Савета Михић
24. Ружица Беба Павловић
25. Славиша Панић
26. Милица Петровић
27. Мице Попчев
28. Божидар Продановић
29. Љиљана Ракић Ристић
30. Даница Ракиџић Баста
31. Љубица Станимировић
32. Милан Сташевић
33. Радош Стевановић
34. Радмила Степановић
35. Жарко Стефанчић
36. Станка Тодоровић
37. Божидар Чогурић
38. Хелена Шипек

### Мала пластика
1. Славе Ајтоски
2. Јасминка Бркановић
3. Светислав Здравковић
4. Милорад Иветић
5. Владимир Комад
6. Мира Летица
7. Мирослав Николић
8. Звонко Новаковић
9. Владимир Оташевић
10. Глигор Стефанов
11. Томислав Тодоровић